# Cochlicopa nitens
Cochlicopa nitens је пуж из реда Stylommatophora.

## Угроженост
Ова врста је наведена као последња брига, јер има широко распрострањење и честа је врста.

## Распрострањење
Ареал врсте Cochlicopa nitens обухвата већи број држава. 
Врста има станиште у Русији, Шведској, Пољској, Немачкој, Србији, Мађарској, Румунији, Украјини, Белорусији, Казахстану, Данској, Бугарској, Холандији, Црној Гори, Литванији, Луксембургу, Летонији, Словачкој, Словенији, Чешкој, Естонији, Молдавији, Јерменији, Аустрији, Швајцарској, Азербејџану, Грузији и Туркменистану.

## Станиште
Станишта врсте су мочварна и плавна подручја и слатководна подручја.